# 머시니스트
《머시니스트》(영어: The Machinist)은 2004년에 개봉한 스페인의 영화이다.

## 줄거리
트레버 레즈닉은 불면증으로 인해 야위어버린 기계공이다. 그의 외모와 행동은 동료들을 멀리하게 만들고, 결국 그가 사고에 휘말려 동료 밀러가 왼팔을 잃게 되자 그들은 트레버에게 등을 돌린다. 이반이라는 낯선 동료에게 한눈을 팔던 트레버는 사고의 책임자로 지목된다. 공장의 누구도 이반을 알지 못하며 그에 대한 기록도 없다. 트레버는 자신에게 진정한 애정을 보이는 성노동자 스티비와 자주 가는 공항 식당의 웨이트리스 마리아의 품에서 위안을 찾는 듯하다. 그는 반복되는 이미지의 섬광에 시달리며, 자동차 시가잭 같은 것들도 위협적인 분위기를 풍긴다. 그의 냉장고에는 포스트잇으로 된 일련의 미스터리한 쪽지들이 나타나 행맨 게임을 묘사한다.
이러한 모호한 사건들은 그를 편집증으로 더욱 몰아넣지만, 그는 그럼에도 불구하고 마리아와 관계를 맺으려고 노력한다. 놀이공원에서 그녀를 만난 트레버는 그녀의 아들 니콜라스와 함께 "666번 도로"라는 이름의 다크 라이드를 탄다. 이 놀이기구는 처음에는 무해한 공포 놀이기구로 시작하지만, 진행될수록 점점 더 충격적인 이미지들을 보여주며, 결국 깜빡이는 불빛이 니콜라스를 간질 발작에 시달리게 한다. 더 이상 명확하게 생각할 수 없게 된 트레버는 이 기이한 사건들이 자신을 미치게 하려는 조직적인 노력이라고 의심하며, 이반이 술집에 지갑을 방치해 두었을 때 그 지갑에서 발견한 이반과 트레버의 동료 레이놀즈가 낚시하는 사진과 같은 반복되는 단서들도 마찬가지이다. 직장에서 또 다른 아차 사고가 발생하자 트레버는 동료들에게 격노하여 분노를 터뜨리고, 그 결과 즉시 해고된다. 점점 더 산만해지고 소외된 트레버는 공과금을 내는 것을 잊어 전기 공급이 끊긴다. 어둡고 끈적끈적한 액체가 냉동고에서 흘러나와 냉장고 문에 피처럼 보이는 흔적을 남긴다.
이반을 여러 번 만나려 시도한 후, 트레버는 그의 차량 번호판을 추적하려 하지만, 차를 추격하던 중 기름이 바닥난다. DMV 직원이 범죄가 저질러지지 않는 한 개인 정보를 공개할 수 없다고 주장하자, 트레버는 이반이 뺑소니를 저질렀다고 고발하기 위해 차 앞에 몸을 던진다. 그는 이반의 차량 번호로 경찰 신고를 하지만, 해당 차량이 자신의 차이며 1년 전에 전손 처리했다고 신고했다는 말을 듣고 당황한다. 그는 경찰을 피해 스티비에게로 가고, 스티비는 그를 씻기고 옷을 입힌다. 그러나 그는 스티비의 집에서 이반과 레이놀즈의 사진이 액자에 넣어 있는 것을 발견하고 불안해한다. 트레버는 스티비가 자신을 상대로 공모했다고 비난한다. 혼란스러워하는 스티비는 그 사진이 레이놀즈와 트레버의 사진이라고 말하지만, 트레버는 그것을 보기를 거부하고 격렬한 논쟁 끝에 스티비는 그를 쫓아낸다. 그는 공항 식당으로 가지만, 낯선 웨이트리스에게 마리아라는 직원은 한 번도 없었다는 말을 듣는다. 카운터의 웨이트리스는 트레버에게 1년 동안 매일 그에게 음식을 서빙했으며, 그동안 그가 너무 말을 안 해서 그녀는 그가 벙어리라고 생각했다고 말한다.
트레버는 이반이 니콜라스를 트레버의 아파트로 데려가는 것을 보고, 최악의 상황을 우려하여 몰래 잠입한다. 니콜라스는 어디에도 보이지 않고 트레버의 부름에도 응답하지 않는다. 트레버는 화장실에서 이반과 마주하고, 이반은 그에게 "그가 죽은 것을 알잖아"라고 말한다. 이반이 니콜라스를 죽이고 그의 시신이 욕조에 있다고 믿은 트레버는 그를 공격하고 죽인 것처럼 보인다. 그는 샤워 커튼을 걷어내지만 욕조는 비어 있다. 그는 냉장고로 가서 문을 열어 썩은 물고기를 발견하는데, 낚시 사진 속 물고기와 일치하며, 마침내 스티비가 주장했던 것처럼 그 사진이 레이놀즈와 자신을 찍은 것이었음을 깨닫는다. 트레버는 사진 속 이반의 존재를 환각으로 본 것이었다. 트레버는 이반의 시신이 담긴 덮개를 바다에 버리려고 가져가지만, 덮개는 그가 그렇게 하자마자 펼쳐지며 안에는 아무것도 없다는 것을 드러낸다. 이반은 다치지 않은 채 트레버 뒤에서 다가와 트레버에게 설명할 것이 있다고 웃으며 말한다.
트레버는 집에서 거울을 응시하며 "내가 누군지 알아"라는 말을 되풀이한다. 그는 1년 전, 당시 건강했던 트레버가 자동차 시가잭을 사용하려고 길에서 눈을 떼는 바람에 한 소년(니콜라스와 동일)을 치어 죽였고, 그 장면은 소년의 어머니(마리아와 동일)가 목격했다는 것을 기억한다. 트레버는 사고 현장을 차로 달아났고, 그 결과 생긴 죄책감이 그의 불면증, 쇠약, 억압된 기억의 근원이 되었다. 이반은 트레버의 상상 속 인물이며 그의 죄책감의 발현이었다. 그는 행맨 쪽지에 빠진 글자를 채워 "킬러"를 완성한다. 다음 날, 그는 집주인에게 말하듯이 자신의 모든 개인 물품을 기부할 상자에 넣는다. 그는 잠시 공항으로 도망칠까 생각하지만, 대신 경찰서로 차를 몰고 간다. 그는 말없이 격려하는 이반과 동행하며, 이반은 그가 경찰서로 들어가 뺑소니를 자백하자 역 밖에서 그에게 인정하는 듯한 작별 인사를 한다. 두 명의 경찰관이 트레버를 유치장으로 안내하고, 트레버는 잠만 자고 싶다고 말한 후 1년 만에 처음으로 잠이 든다.

## 한국판 성우진(KBS) (2005년 4월 9일)
- 김승준 - 트레버(크리스찬 베일)
- 배정미 - 스티비(제니퍼 제이슨 리)
- 김영진 - 아이반(존 샤리언)
- 윤소라 - 마리아(아이타나 산체스 지욘)
- 김정호 - 밀러(마이클 아이언사이드)
- 김환진 - 터커(크레이그 스티븐슨)
- 이윤선 - 퍼먼(로버트 롱)
- 강구한 - 존스(레지 E. 캐시)
- 한호웅 - 잭슨(로런스 길리어드 주니어)
- 나수란 - 슈라이크(안나 마시)
- 최정호 - 곤잘레스(페런 라호즈)
- 윤병화 - 레이놀즈(제임스 디폴)
- 변현우 - 애반젤리스티(제레미 시도)
- 류다무현 - 조사관 다니엘(마크 아스피널)
- 김민아 - 니콜라스(메튜 로메러 무어)
- 민지 - 마지(버티 데이비스)

## 같이 보기
- 치사성 불면증
- 인썸니아 (영화)
- 뷰티풀 마인드 (2001년 영화)
- 메멘토 (영화)